# Директивне планування
Директивне планування в СРСР — централізовані державні перспективні програми розвитку народного господарства СРСР, його соціальної сфери, культури, освіти, науки й техніки. На основі цих планів вищі органи влади визначали нижчим інстанціям обсяги, терміни, умови та інші параметри виробництва, розподілу та споживання в державному і колективному (колгоспно-кооперативному) секторах економіки.
Директивне планування було важливою складовою функціонування всієї т. зв. адміністративно-командної системи організації суспільного життя. В основу радянського планування було покладено положення, сформульоване Й.Сталіним на XV з'їзді ВКП(б) у грудні 1927: "Наші плани є не плани-прогнози, не плани-загадки, а плани-директиви, які обов'язкові для керівних органів".
Директивне планування радянське керівництво протиставляло "стихії" ринкових механізмів функціонування економіки, стверджуючи цим перевагу політики та комуністичної ідеології над традиціями господарського життя. Комуністи завжди виходили з того, що соціалістичне суспільство повинно бути високоіндустріалізованим, де засоби виробництва націоналізовані, а господарство – планове. Відразу після Жовтневого перевороту в Петрограді 1917 РНК Радянської Росії (від січня 1918 РСФРР) почав утворювати центральні установи, покликані займатися плануванням і керувати економікою в цілому. Так були створені Вища рада народного господарства 1917–1932 (ВРНГ), Державна комісія з електрифікації Росії та Держплан як вища державна планова установа для розробки єдиного генерального державного економічного плану, а також методів і засобів його виконання. Першим планом розвитку народного господарства в Радянській Росії, директивно затвердженим владою, став план ГОЕЛРО 1920. Працюючи над цим планом, комісія Г.Кржижановського та ВРНГ підготували низку розрахункових показників на 1921: виробництво електроенергії передбачалося збільшити із 180 до 244 млн кВт, вугілля – з 431 до 718 млн пудів, нафти – з 71 до 298 млн пудів, цукру – з 7,5 до 25 млн пудів, деревини – з 10 до 19 млн кубічних сажнів, текстилю – від 135 до 780 млн аршинів та ін.
1920 було затверджено також детальну програму відновлення парку паровозів, а також план відновлення й будівництва вагонів. Уже в грудні того ж року голова транспортної комісії Л.Троцький на 8-му Всеросійському з'їзді рад доповів про перші успіхи реалізації цього плану і заявив, що поточні результати свідчать про те, що початковий п'ятирічний план може бути виконаний за 3,5 року. Ці заяви значною мірою сприяли підвищенню популярності планування.
У середині 1920-х рр. Держплан СРСР почав практикувати загальне планування всього народного господарства. Першим кроком у цьому напрямі стала розробка "контрольних цифр" для економіки країни на рік. У ході цієї роботи змагалися різні теоретичні школи. Прихильники "цільового планування" вели полеміку з прибічниками "генетичного курсу". Перші покладалися на "свідомо" поставлені перед радянською економікою завдання, другі – більше значення надавали коригуванню тенденцій, що об'єктивно складалися в ході розвитку народного господарства.
Наприкінці 1927 ЦК ВКП(б) вирішив розробити директиви до складання п'ятирічних планів розвитку народного господарства країни (див. П'ятирічні плани). П'ятирічний період було взято головним чином тому, що припускалося, нібито для будівництва й уведення в дію нових потужних підприємств потрібно в середньому 5 років. 1-ша п'ятирічка була розрахована на 1928/29–1932/33 господарські роки. Її планування спочатку здійснили за періодами, що збігалися з фінансовим роком (з 1 жовтня до 30 вересня), за основу якого брали традиційний с.-г. рік. Невдовзі планово-фінансові розрахунки переробили за календарним роком (з 1 січня до 31 грудня). Тому 2-й рік 1-ї п'ятирічки виявився подовженим на один квартал. Зміна періоду річного планування означала також зміну пріоритетів у політиці держави із сільського господарства на промисловість. Остаточний варіант директивних планів 1-ї п'ятирічки був затверджений в квітні 1929 16-ю конференцією ВКП(б), але боротьба за розміщення промислових об'єктів ще продовжувалася. Зокрема, Держплан СРСР відстоював варіант будівництва Урало-Кузнецького комбінату, а Держплан УСРР (див. Державна планова комісія при Раді Народних Комісарів УСРР) обґрунтовував доцільність розвитку промисловості переважно в Україні. 15 травня 1930 ЦК ВКП(б) вирішив справу на користь Уралу й Кузбасу. Було відповідно змінено й директивні показники п'ятирічного плану. Набула поширення практика адміністративного втручання в систему перспективного й поточного планування з політичних та ідеологічних мотивів.
Під час виконання 1-ї п'ятирічки в країні виникли паливна, транспортна та с.-г. кризи. Остання для УСРР стала особливо трагічною (див. Голодомор 1932–1933 в УСРР). Тому заради виконання запланованого уряд вдався до небувалого для мирного часу зменшення рівня споживання на душу населення.

## П'ятирічки
Планування 2-ї п'ятирічки (1933–37) ознаменувалося різким обмеженням прав УСРР–УРСР щодо визначення показників розвитку національної економіки. Директиви 2-ї п'ятирічки для України були опрацьовані й затверджені Держпланом СРСР. Держплан УСРР лише опублікував офіційну статтю "Напрям і орієнтовні ліміти розвитку народного господарства УСРР". Ні КП(б)У, ні уряд УСРР планів цієї п'ятирічки не затверджували.
Наступними п'ятирічними періодами були: 1938–42 – 3-тя п'ятирічка (передвоєнна, див. Німецько-радянська війна 1941–1945); 1946–50 – 4-та (післявоєнна); 1951–55 – 5-та (її план, як і попередніх п'ятирічок, розроблявся за часів перебування при владі Й.Сталіна); 1956–60 – 6-та. План останньої п'ятирічки фактично було зірвано територіальною перебудовою управління і планування народного господарства СРСР, розпочатою М.Хрущовим.
Від 1957 директивне планування набуло ознак відвертого адміністрування: Верховні Ради СРСР та УРСР почали регулярно схвалювати щорічні плани як закони.
7-річний план (1959–65) був задуманий як складова директивного 20-річного плану побудови в СРСР "фундаменту комунізму". Згідно з контрольними цифрами вже 1970 СРСР мав перегнати США за виробництвом продукції на душу населення.
1966 був розроблений перший український територіальний міжгалузевий баланс, але в плануванні розвитку економіки республіки він не застосовувався. 8-ма п'ятирічка (1966–70), як і всі попередні, не була виконана, хоча 1967 Верховні Ради СРСР і УРСР помітно змінили плани на 1969–70, скоротивши їх, коли стали очевидними їх нереальність і волюнтаризм.
Наступні п'ятирічки – 9-та (1971–75), 10-та (1976–80), 11-та (1981–85) та 12-та (1986–90) – ознаменувалися подальшим загостренням кризових явищ в економіці СРСР.
1980-ті рр. пройшли під гаслом проголошення нових соціальних програм: продовольчої, соціального переустрою сіл, житлової. На відміну від програм попередніх років, тривалість реалізації нових планів передбачалася значно більшою. Була також прийнята програма розвитку машинобудування. Ставилося завдання до кінця 12-ї п'ятирічки випускати 70–80 % конкурентоспроможної продукції в галузях машино-будівного комплексу. 1986 XXVII з'їзд КПРС ухвалив програму "Житло-2000" – в ході її виконання кожна радянська сім'я до 2000 мала бути забезпечена окремою квартирою. Усі ці програми в науковому й економічному відношеннях були необґрунтованими: їх виконання не забезпечувалося фінансовими та матеріальними ресурсами. Тому згодом стала очевидною нереальність усіх цих програм, від самого початку явно приречених на провал.
Досвід організації управління економікою в СРСР довів принципову обмеженість можливостей директивного, "всеохоплюючого" планування процесу розвитку – якісних змін продуктивних сил суспільства. Провали директивного керування об'єктивно підштовхували економіку СРСР до реформування на ринкових засадах.